# 378669 Rivas
378669 Rivas è un asteroide della fascia principale. Scoperto nel 2008, presenta un'orbita caratterizzata da un semiasse maggiore pari a 2,3814021 UA e da un'eccentricità di 0,1362121, inclinata di 5,11530° rispetto all'eclittica.